# Ioan Iețcu
Ioan Iețcu (n. 7 decembrie 1937) este un deputat român în legislatura 1990-1992, ales în județul Suceava pe listele partidului Ecologist-SD. Ion Iețcu a fost membru în grupurile parlamentare de prietenie cu Regatul Spaniei, Canada, Japonia, Republica Populară Chineză, Republica Libaneză, Australia și Argentina.